# Colladonus aureola
Colladonus aureola är en insektsart som beskrevs av Van Duzee 1894. Colladonus aureola ingår i släktet Colladonus och familjen dvärgstritar. Inga underarter finns listade i Catalogue of Life.